# 就在那里
《就在那里》是美国歌手爱莉安娜·格兰德的歌曲，说唱歌手大肖恩助阵献声。歌曲由爱莉安娜、哈尔莫尼·萨缪勒、H.·"卡门·里斯"·卡尔弗、J.·"朗尼"·贝拉尔、詹姆斯·"J-Doe"·史密斯、阿尔·谢罗德·兰伯特、杰夫·洛贝尔和大肖恩共同创作。歌曲选录了1979年杰夫·罗伯融合乐团演奏的爵士乐曲《Rain Dance》为亮点。歌曲是对二十世纪九十年代节奏布鲁斯音乐风格的缅怀——缅怀是主导专辑《挚爱》制作的哨声，并且爱莉安娜认为这是首发主打单曲《爱你的方式》的续集——使用强烈编制小鼓、快门声和合成器声为歌曲增色。爱莉安娜在歌词中表达出她对爱的强烈情感，肯定她会永远在他身边，同时肖恩用了多个露骨的双关语来回应她。
歌曲收录于2013年爱莉安娜的处女作专辑《挚爱》，作为专辑的第三支且是最后一支主打单曲发行于2013年8月6日。歌曲在乐评人中有着良好的评价，怀旧的歌曲制作让人回想起玛丽亚·凯莉在20世纪90年代的音乐并相对比。歌曲最高取得美国《公告牌》Hot 100榜第八十四位，同时也进入《公告牌》Hot Dance Club Songs榜和Rhythmic榜的前十位。歌曲凭借五十万份的销量取得美国唱片业协会的金牌认证。歌曲同样最高取得英国节奏布鲁斯榜第十五位。
歌曲的音乐视频于2013年10月30日播出，视频由The Young Astronauts团队执导，其中加入了启发自威廉·莎士比亚的《罗密欧与朱丽叶》的灵感。视频内容发生在举办于维多利亚时期豪宅的化妆舞会中，爱莉安娜饰作朱丽叶，派翠克·史瓦辛格饰作罗密欧。多家媒体对视频评价不错。爱莉安娜为宣传歌曲做客美国各地广播台献唱歌曲，包括洛杉矶Power 106和Capital XTRA，在节目《吉米·坎摩尔直播秀》中也积极宣传。歌曲选入爱莉安娜在2013年的首次巡演The Listening Sessions以及2015年的蜜月巡回演唱会的演唱曲目中。

## 背景和作曲

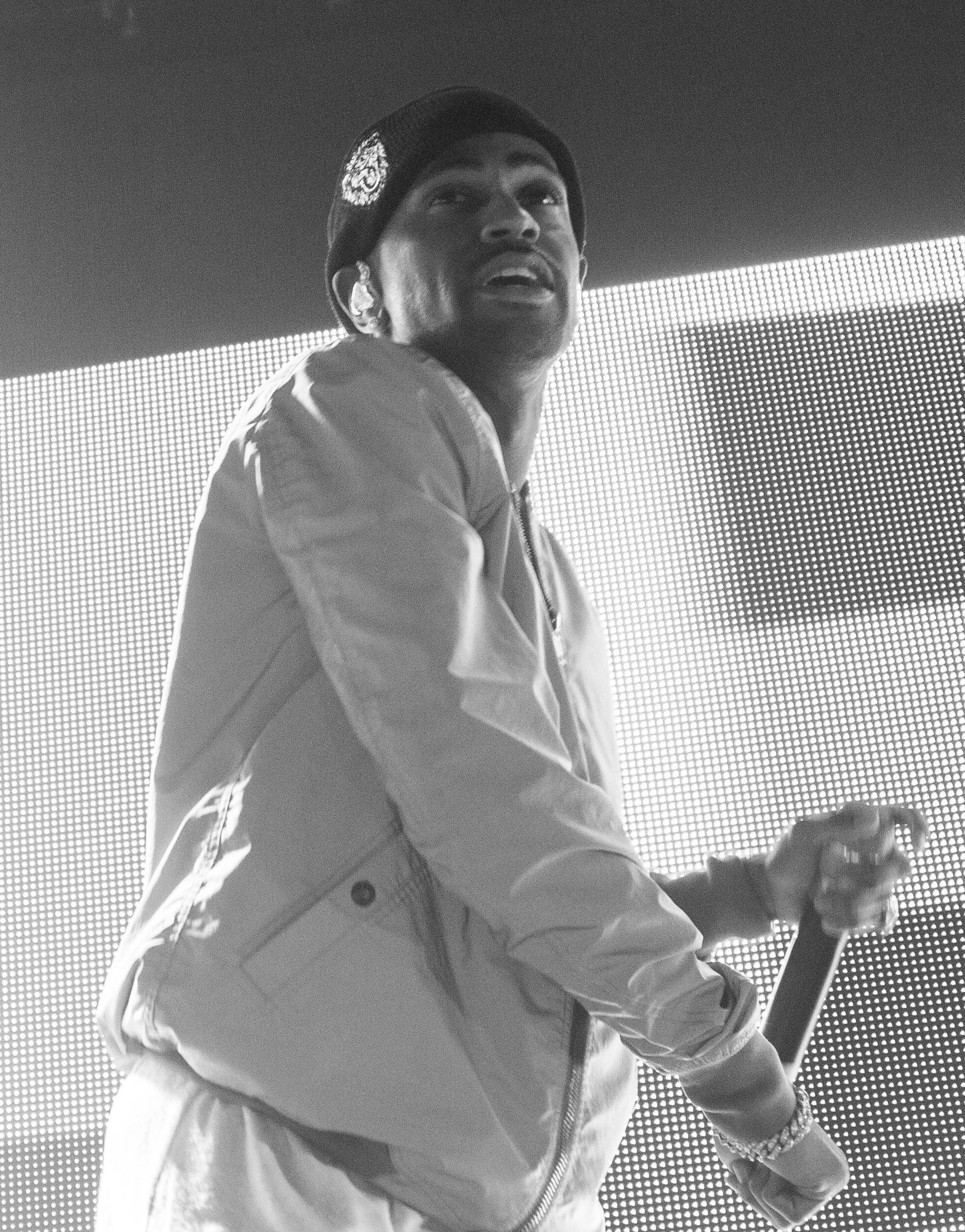
说唱歌手大肖恩（如图）在歌曲《就在那里》中作为助阵艺人献声。肖恩在他的副歌中用了几个露骨的双关语。

歌曲《就在那里》是由爱莉安娜、哈尔莫尼·萨缪勒、H.·"卡门·里斯"·卡尔弗、J.·"朗尼"·贝拉尔、詹姆斯·"J-Doe"·史密斯、阿尔·谢罗德·兰伯特、杰夫·洛贝尔和大肖恩共同创作。爱莉安娜的部分在位于加利福尼亚州洛杉矶的the London Bridge's Studios录制，大肖恩的部分在位于法国巴黎的Studios de la Reine录制。歌曲《就在那里》节录了1979年杰夫·罗伯融合乐团的爵士器乐曲《Rain Dance》；与1997年莉儿·金的歌曲《Crush on You》中节录的相同。爱莉安娜把《就在那里》称作是歌曲《爱你的方式》的“续集”，因为歌曲在旋律和构曲上相似。爱莉安娜谈到了她和大肖恩都有意想合作，但提到他们需要些许时间才能寻到合适的歌曲。爱莉说到：“我们在一起讨论过其他几首歌曲但时机未到没有定下，最后《就在那里》出现了，我们都是‘喔，就是这个。’”
在制作方面，歌曲《就在那里》采用合成器stab类声和糅合了陷阱音乐的编制小鼓声来构架，有一种对九十年代节奏布鲁斯的复古风格之声，加上贯穿旋味的中速节拍。歌曲中用爱莉安娜渐升的歌声起头，接着出现唱着hook的失真低沉声和伴唱其的爱莉。然后主歌前半部分肖恩说唱道：“OK, this, this, this for my number one girl who got the top spot title/ Spent a hour in the bathroom walked out looking like a model.”爱莉安娜随后唱出她的首个主歌部分：“Boy you make me feel lucky/ Finally the stars align/ Never has it been so easy, tell me you love/ And to give you this heart of mine.”
票务平台AXS的卢卡斯·维拉从歌词中了解到爱莉安娜确信她会为了她爱慕对象永远守候在那里，肖恩深以为然。

## 排行榜
| 排行榜（2013年至14年）                 | 最高 排名 |
| -------------------------------------- | --------- |
| 韩国国际图排行榜（Gaon）               | 100       |
| 英国单曲（英國單曲排行榜）             | 112       |
| 英國（官方榜单公司節奏藍調榜）         | 15        |
| 美国（《告示牌》百大單曲榜）           | 84        |
| 美国告示牌舞曲夜店歌曲榜（《公告牌》） | 8         |
| 美国主流四十強單曲榜（《公告牌》）     | 37        |
| 美國（《告示牌》Rhythmic Songs）       | 8         |

## 销量认证
| 地區                   | 认证 | 认证单位/销量 |
| ---------------------- | ---- | ------------- |
| 美国（美國唱片業協會） | 金   | 500,000‡      |
| ‡僅含認證的+實際銷量   |      |               |